# IC 1559
IC 1559 je čočková galaxie v souhvězdí Andromedy. Její zdánlivá jasnost je 14,0m a úhlová velikost 0,4′ × 0,3′. Je vzdálená 212 milionů světelných let, průměr má 25 000 světelných let. IC 1559 tvoří interagující pár s větší galaxií NGC 169. Pár je zařazen v Arpově katalogu jako Arp 282.
Galaxii objevil 18. září 1857 R. J. Mitchell, asistent Williama Parsonse.